# Powerwolf

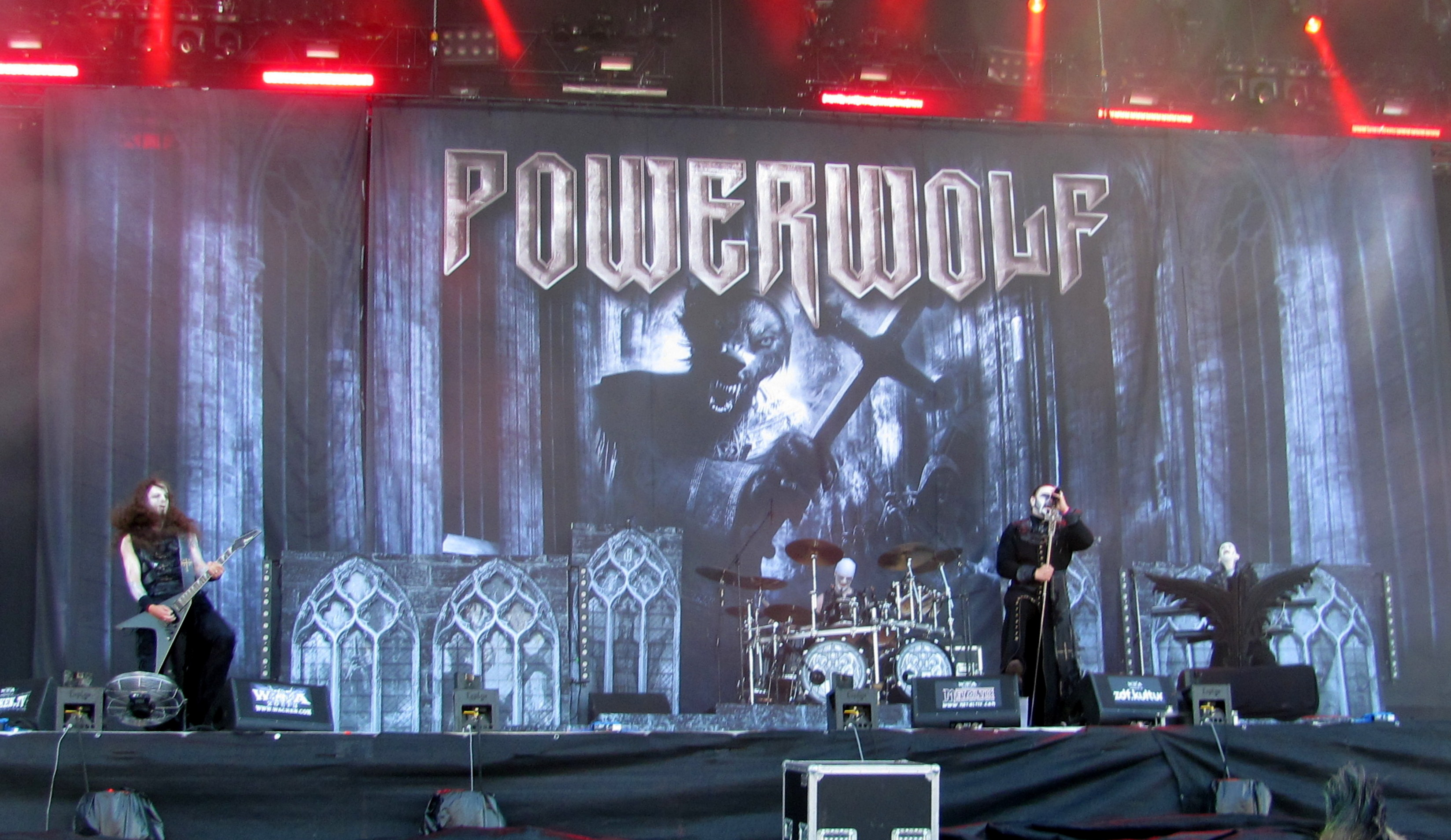

Powerwolf é uma banda alemã de power metal formada em 2003.

## História
A banda foi formada pelos irmãos Charles e Matthew Greywolf. Integraram a banda o baterista francês Stéfan Funèbre, e o tecladista alemão Falk Maria Schlegel. Faltava um bom vocal para completar a banda. Pouco depois, a banda ficaria completa com a adição do romeno Karsten Brill, mais conhecido por seu nome de palco, Attila Dorn, no vocal. Dorn estudou ópera clássica na Academia de Música Bucareste. Dorn, que amava lendas de lobisomens e vampiros, encaixou-se perfeitamente para a temática planejada por Charles e Matthew. Ele se tornou o frontman do Powerwolf.
Em 2005, o Powerwolf lança seu álbum debut: "Return In Bloodred". Eles criaram uma saga onde os caçadores da noite (Lobisomens) eram os personagens principais. Uma curiosidade sobre este álbum é que os integrantes da banda se recusam a falar sobre o real significado das letras das músicas, que eram muito obscuras. Em 2007, lançaram o segundo álbum, "Lupus Dei", um álbum conceitual que relata a redenção de um lobisomem, arrependido pelos seus pecados.
Em 2009 lançam o álbum "Bible of the Beast", que conta diversas histórias do ponto de vista de padres católicos e cultistas satânicos. Em 2011, sai "Blood of the Saints", considerado por muitos fãs o melhor da banda. Este álbum retrata uma seita de padres (secretamente lobisomens) que, após desenvolver vício por sangue e começar a matar pessoas, despertando a fúria dos santos. A música final do disco, "Ira Sancti" (Ira dos Santos, em latim) é um tanto misteriosa, pois no encarte do álbum a letra dela não foi divulgada, permanecendo assim um mistério. Uma das únicas partes compreensíveis da música é quando Attila proclama: "Lupus Christi" (lobo de Cristo, em latim). Por fim, em 2013, surge "Preachers of the Night" ("Pregadores da Noite", em português brasileiro). O novo álbum também trata de assuntos já tratados anteriormente, como as Cruzadas e a sede por sangue.
O novo álbum da banda, "The Sacrament Of Sin", foi lançado em 20 de julho de 2018 pela gravadora Napalm Records.

## Estilo

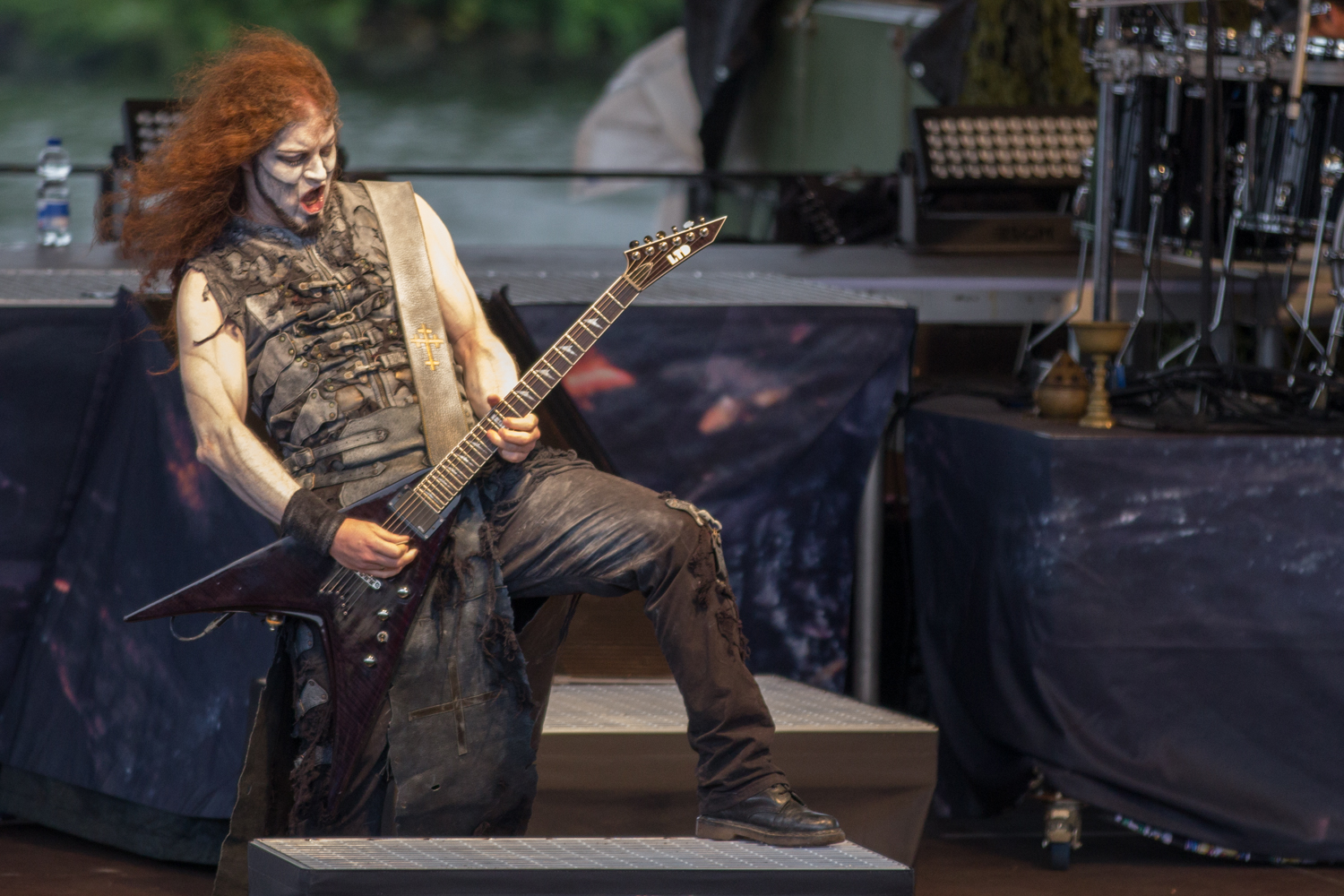
Estilos na guitarra.

Segue a linha de bandas sinfônicas, como Rhapsody of Fire, contudo mostrando mais peso. O som tem influências claras de heavy metal e viking metal.
A gravação de Bible of the Beast contou com um órgão numa igreja para tornar o som mais envolvente, além de um coral de 25 vozes, além da voz lírica (mais pesada) de Attila Dorn. A banda canta sobre satanismo e cristianismo, além de criticar o fanatismo religioso.
A banda fala sobre contos da Bíblia, principalmente criticam aqueles que usam o nome de divindades, demônios para justificar atos cruéis. No palco e em seus clipes, é possível perceber uma grande influência do goticismo. Os contos macabros e folclóricos da Alemanha e da Romênia se misturam com sua saga sobre lobos e guerras religiosas.

## Integrantes
- Attila Dorn - vocal
- Matthew Greywolf - guitarra
- Charles Greywolf - guitarra, baixo
- Roel van Helden - bateria
- Falk Maria Schlegel - órgão, teclados

## Discografia
- 2005 - Return In Bloodred
- 2007 - Lupus Dei
- 2009 - Bible Of The Beast
- 2011 - Blood Of The Saints
- 2012 - Alive In The Night
- 2013 - Preachers Of The Night
- 2015 - Blessed & Possessed
- 2016 - The Metal Mass Live
- 2018 - The Sacrament Of Sin
- 2019 - Metallum Nostrum
- 2020 - Best of the Blessed
- 2021 - Call of the Wild
- 2023 - Interludium
- 2024 - Wake Up the Wicked